# Гріхи людини (фільм, 1936)
«Гріхи людини» (англ. Sins of Man) — американська драма режисера Отто Броуера 1936 року.

## Сюжет
Австрійський церковний дзвонар Фрейман любить музику і хоче щоб його два сини також любити її. Перший їде в Америку, а другий народжується глухонімим, але набуває слух під час Першої світової війни, внаслідок бомбардування.

## У ролях
- Джин Гершолт — Крістофер Фрейман
- Дон Амічі — Карл Фрейман / реєстрація Маріо Еллі
- Аллен Дженкінс — Крісті
- Дж. Едвард Бромберг — Антон Енгель
- Енн Шоумейкер — Анна Енгель
- Девітт Дженнінгс — Твічелеско
- Фріц Лейбер — батько Пріор
- Френсіс Форд — міський п'яниця
- Крістіан Раб — Фрітц
- Едріен Рослі — дворецький